# Pachyramphus cinnamomeus
El anambé canelo o cabezón canelo (Pachyramphus cinnamomeus), también denominado mosquero-cabezón canelo (en México), es una especie de ave paseriforme de la familia Tityridae, perteneciente al numeroso género Pachyramphus. Es nativo de la América tropical (Neotrópico), desde México, por América Central, hasta el noroeste de América del Sur.

## Distribución y hábitat
Se distribuye desde el sureste de México, por Guatemala, Belice, Honduras, Nicaragua, Costa Rica, Panamá, norte y oeste de Colombia, hacia el sur hasta el oeste de Ecuador y hacia el este hasta el noroeste de Venezuela. Recientemente fue encontrado tan alejado como en la Cordillera Oriental de Colombia.
Esta especie es considerada común en sus hábitats naturales, los bordes de selvas húmedas, bosques secundarios y plantaciones diversas, hasta los 1500 m de altitud.

## Galería

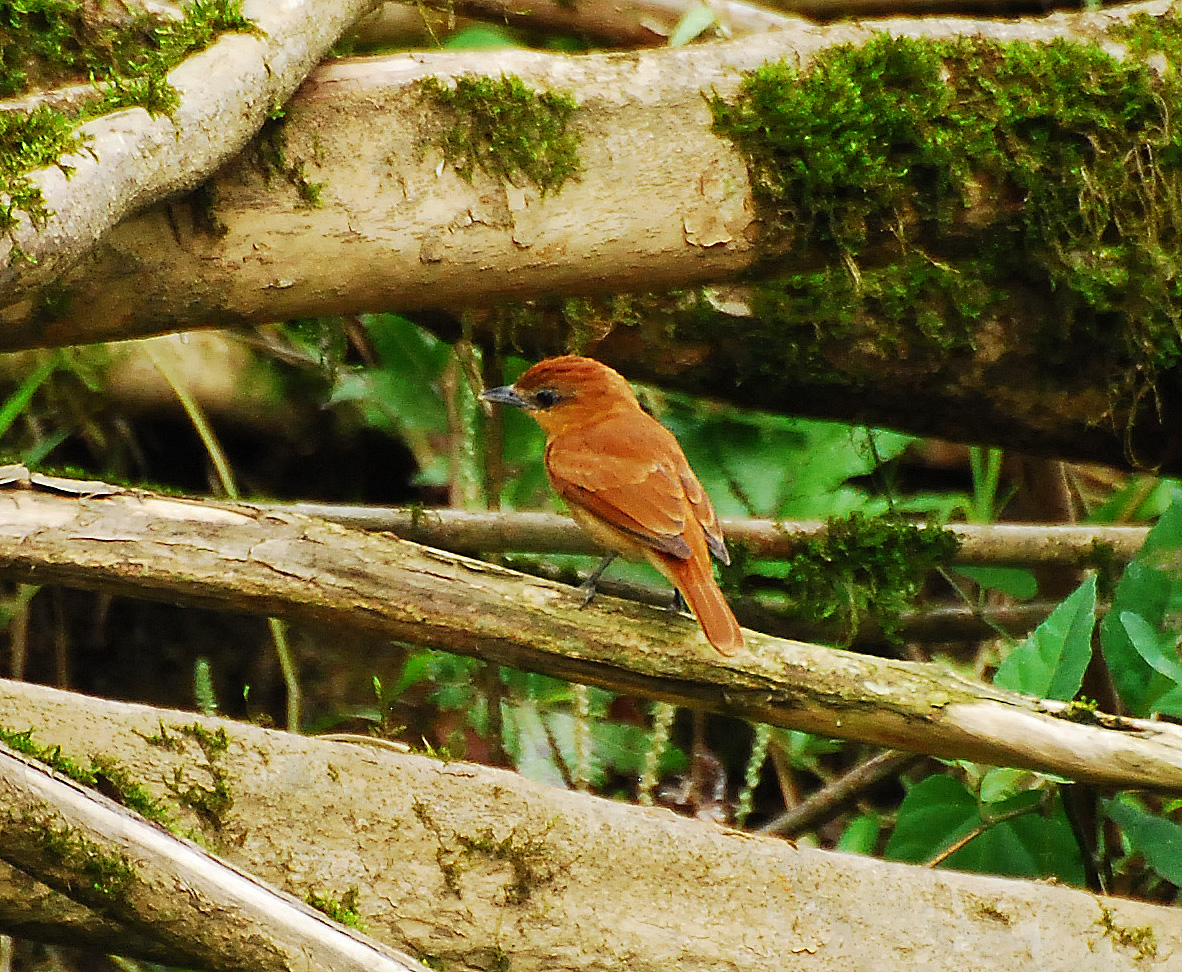
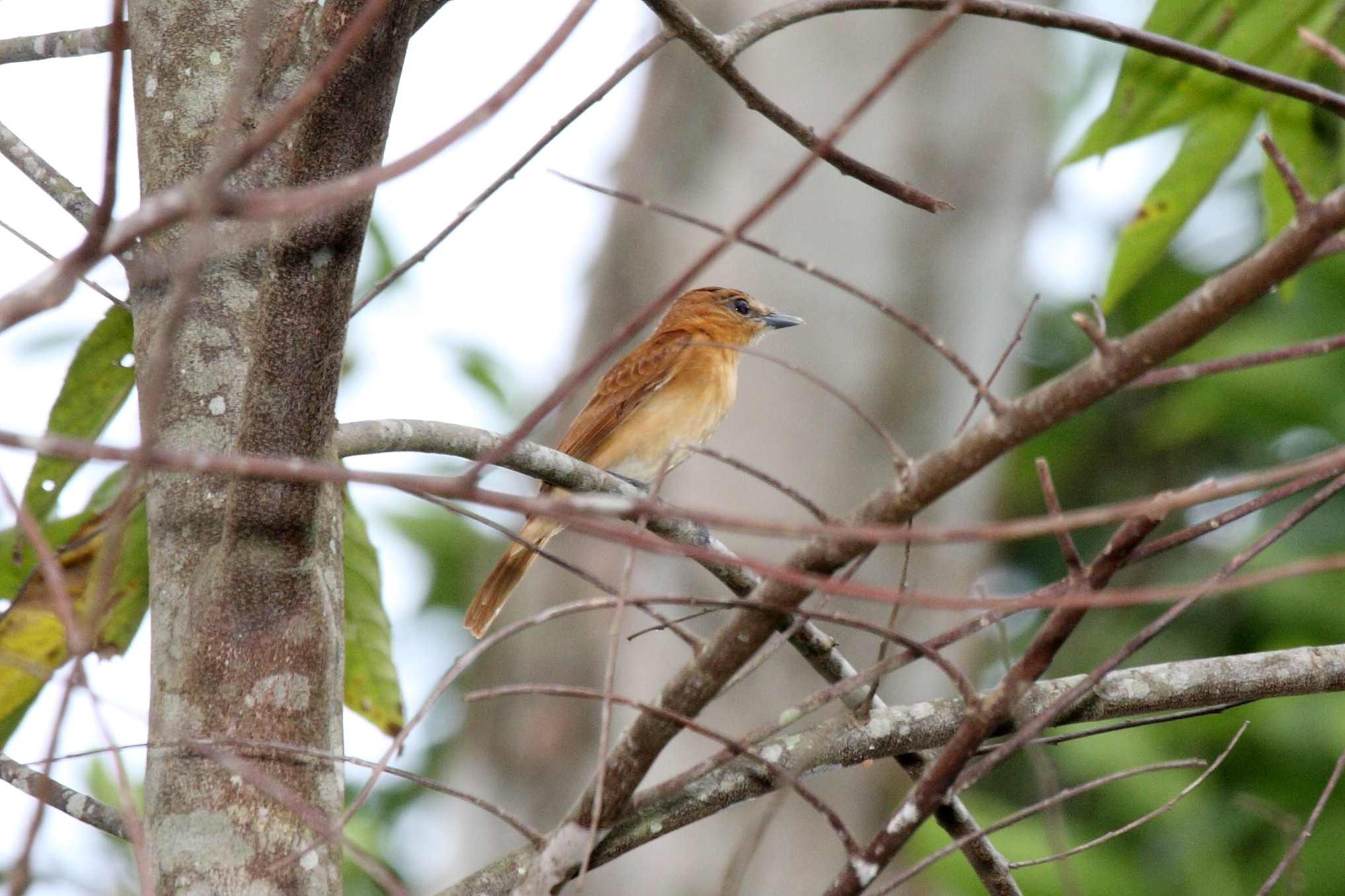
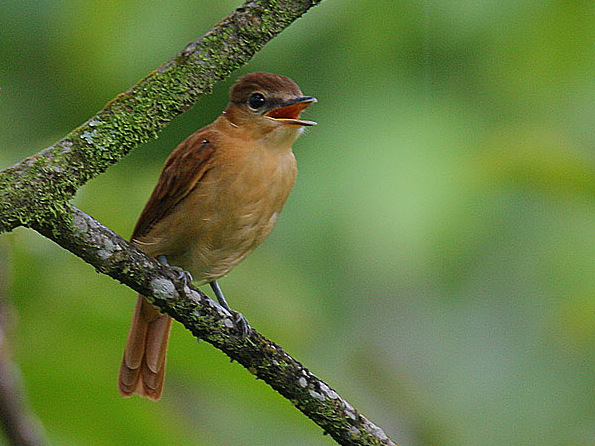